# The Sun Behind the Clouds: Tibet's Struggle for Freedom
Pour plus de détails, voir Fiche technique et Distribution.
The Sun Behind the Clouds: Tibet's Struggle for Freedom, est un film documentaire sur la situation après 50 d'un combat pour la liberté des Tibétains, après le soulèvement tibétain de 1959 du 10 mars 1959. Cet évènement fut la cause du départ du 14e dalaï-lama du Tibet fuyant pour échapper à une possible arrestation par l'administration de la République populaire de Chine. 
The Sun Behind the Clouds a été réalisé par Ritu Sarin et Tenzing Sonam, et comprend  des interviews avec  le dalaï lama et Tenzin Tsundue. The Sun Behind the Clouds premiered in the United States at the 2010 Palm Springs International Film Festival before playing at Film Forum in New York.
Le film couvre les troubles au Tibet de mars 2008, incluant les manifestations des bouddhistes à Lhassa et aux JO de 2008.

## Participation au Festival international du film de Palm Springs
Le film a été présenté au Festival international du film de Palm Springs. Deux films chinois, City of Life and Death
et Quick Quick Slow Slo se sont retirés du festival américain pour protester contre l'inclusion de ce film sur le Tibet. Bien que le festival a indiqué que film traite des « épreuves et tribulations » du dalaï-lama, le chef spirituel exilé du Tibet, qui en prône l'autonomie et non l'indépendance, les réalisateurs des deux films chinois l'ont considéré comme un film sur « l'indépendance du Tibet ». 

## Distribution
- Le dalaï lama
- Tenzin Tsundue